# Igreja Malankara
A Igreja Malankara ou Igreja Síria Malankara, também conhecida como Puthenkur e mais popularmente como Sírios Jacobitas,  foi o corpo histórico unificado das denominações cristãs sírias de São Tomé que reivindicavam origens nas Missões de Tomé, o Apóstolo. Esta comunidade, sob a liderança de Mar Thoma I, opôs-se aos Jesuítas do Padroado, bem como aos Carmelitas da Propaganda da Igreja Latina, seguindo o histórico Juramento da Cruz Coonan de 1653. Os descendentes modernos da Igreja Malankara incluem a Igreja Cristã Síria Jacobita, Igreja Síria Ortodoxa Malankara, Igreja Síria Malankara Marthoma, Igreja Síria Independente Malabar, Igreja Católica Siro-Malankara e os Anglicanos de São Tomé da Igreja do Sul da Índia.

## História inicial do Cristianismo na Índia

### Comunhão Eclesiástica
Historicamente, Malabar negociava frequentemente com as nações do Oriente Médio, e comerciantes do Egito, Pérsia e do Levante frequentemente visitavam Malabar em busca de especiarias. Esses grupos incluíam árabes, judeus e também cristãos, e os cristãos que aqui visitavam mantinham contato com a Igreja Malankara. Como tal, a Igreja na Índia estava em comunhão eclesiástica com a Igreja do Oriente, também chamada de Igreja persa. A Igreja Malankara era chefiada por um Metropolita consagrado da Igreja Persa e a administração ordinária da Igreja era exercida por um arquidiácono dinástico local, que era referido como o Chefe da comunidade cristã Malankara. (Arquidiácono é o posto mais alto para um clérigo na Igreja do Oriente depois do posto de bispo.)

## Descendentes modernos
As descendentes modernas da Igreja Malankara são:
- Igreja Católica Siro-Malankara: uma Igreja particular católica oriental sui iuris autônoma, em plena comunhão com a Santa Sé e a Igreja Católica mundial, com autogoverno sob o Código de Cânones das Igrejas Orientais.[11]
- Igreja Cristã Síria Jacobita: uma Igreja ortodoxa oriental autônoma sob a jurisdição local do Mafriano / Católico conhecido como Católico da Índia da Igreja Ortodoxa Siríaca.
- Igreja Síria Ortodoxa Malankara: uma Igreja ortodoxa oriental autônoma e autocéfala. O Católico do Oriente e Metropolita de Malankara entronizado no Trono Apostólico de São Tomé é o primaz da Igreja.
- Igreja Síria Malankara Mar Thoma: uma Igreja malankara protestante oriental independente e autônoma sob a jurisdição do Metropolita de Marthoma, sentado no Trono Apostólico de São Tomé, o apóstolo. A Igreja também compartilha comunhão com a Igreja da Inglaterra e sua comunhão.[2][3][12]
- Igreja Síria Independente de Malabar: uma Igreja autônoma e autocéfala sob a jurisdição de seu próprio Metropolita independente, também compartilhando uma comunhão com a Igreja da Inglaterra e sua comunhão.

Entre essas cinco, apenas o Igreja Cristã Síria Jacobita é parte integrante da Igreja Siríaca Ortodoxa de Antioquia.
A Igreja Síria Ortodoxa Malankara autocéfala, também conhecida como Igreja Ortodoxa Indiana, é uma das Igrejas membros da comunhão Ortodoxa Oriental. O Igreja Síria Malankara Mar Thoma é uma Igreja protestante oriental independente que está em comunhão com a Igreja da Inglaterra e sua comunhão anglicana.